# Алёхина, Алёна Александровна
Алёна Александровна Алёхина (род. 3 января 2005 года) — российская самбистка. Двухкратная чемпионка Европы по самбо. Дважды вице-чемпионка России.

## Биография
Алёхина родилась 3 января 2005 года. Является выпускницей спортивной школы «Выксунец». На данный момент представляет Свердловскую область и тренируется в спортивном клубе «Родина» (г. Екатеринбург).

## Спортивная карьера
Первые серьезные результаты пришли для Алёны в 2019 году, когда она выиграла первенства Европы в Латвии в весовой категории до 44 кг. В финальном матче она одолела спортсменку из Республики Беларусь Анастасию Сапешку. В 2021 году была первой на первенстве России среди детей до 16 лет, затем выступила на первенстве Европы среди кадетов, заняв третье место. В феврале 2022 года выиграла серебро первенства России среди кадетов в весе до 50 кг, который прошёл в Кстово. В сентябре 2022 года стала победительницей первенства Европы среди кадетов в весе до 50 кг. В январе 2023 года снова выиграла первенство России среди кадетов. В феврале 2023 года впервые финишировала на первом месте первенства России среди юниоров в новой весовой категории до 59 кг. В марте 2023 года дебютировала на взрослом чемпионате России в весе до 59 кг, где стала финалисткой и заработала место в сборной для участия на чемпионате Европы. В апреле 2023 неожиданно стала чемпионкой Европы среди взрослых спортсменок, в финале она одолела румынскую самбистку Кристину Бондар. В августе 2023 года выиграла кубок мира в Кыргызстане. В октябре 2023 года она выиграла первенство мира среди юниоров в Бишкеке. В марте 2024 года во второй раз выиграла серебро чемпионата России в Брянске. В апреле 2024 года выступила на кубке мира в Армении, став серебряной медалисткой, а также выиграла чемпионат Европы в Сербии. В конце апреля 2025 года стала победительницей первенства Европы по самбо в Кипре, одолев в финале украинку Виолетту Кумечко.

## Спортивные результаты
Самбо:
- Взрослый уровень:
  - 2023, 2024 Чемпионат России — ;
  - 2023, 2024  Чемпионат Европы по самбо — ;
  - 2023 Кубок мира — ;
  - 2024 Кубок мира — ;
  - Кубок России 2024 — ;

- Юниорский уровень:
  - 2023 Первенство России — ;
  - 2023 Первенство мира — ;
  - 2025 Первенство России — ;[17]
  - 2025 Первенство Европы — ;

- Кадетский уровень:
  - 2019 Первенство Европы — ;
  - 2021 Первенство России среди школьников — ;
  - 2021 Первенство Европы — ;
  - 2022 Первенство России — ;
  - 2022 Первенство Европы — ;
  - 2023 Первенство России  — ;
  - 2019, 2022 Первенство Европы — ;

Дзюдо:
- Юниорский уровень:
  - 2022 Первенство России — ;[18]